# Bartosz Soćko
Bartosz Soćko (Piaseczno, 10 de noviembre de 1978) es un jugador de ajedrez polaco, que tiene el título de Gran Maestro desde 1999. Está casado con la también Gran Maestro Monika Soćko.

## Trayectoria y resultados destacados en competición
En la lista de Elo de la Federación Internacional de Ajedrez (FIDE) de octubre de 2015, tenía un Elo de 2599 puntos, lo que le convertía en el jugador número 10 (en activo) de Polonia, y el 231.º mejor jugador del ranking mundial. Su máximo Elo fue de 2663 puntos, en la lista de febrero de 2014 (posición 84 en el ranking mundial).
En 2005, fue subcampeón de Polonia en Poznan, al quedar medio punto por detrás del campeón, Radosław Wojtaszek. En 2008 alcanzó el campeonato polaco en Lublin. En 2011 participó en la Copa del Mundo en Janty-Mansisk, un torneo del ciclo clasificatorio por el Campeonato del mundo de 2013, pero tuvo una mala actuación y fue eliminado en primera ronda por Víctor Bologan (½-1½). En diciembre del mismo año fue cuarto en el Campeonato de Europa de ajedrez rápido disputado en Polonia (el campeón fue Hrant Melkumian). En 2013 se proclamó campeón de Polonia por segunda vez en su carrera.
A lo largo de su carrera ajedrecista ha participado, representando a Polonia, en seis Olimpiadas de ajedrez (2000, 2002, 2004, 2006 , 2008 y 2010) y en seis Campeonatos de Europa por equipos (1999, 2001, 2003, 2005, 2007 y 2009).